# Szymon Zachariasz

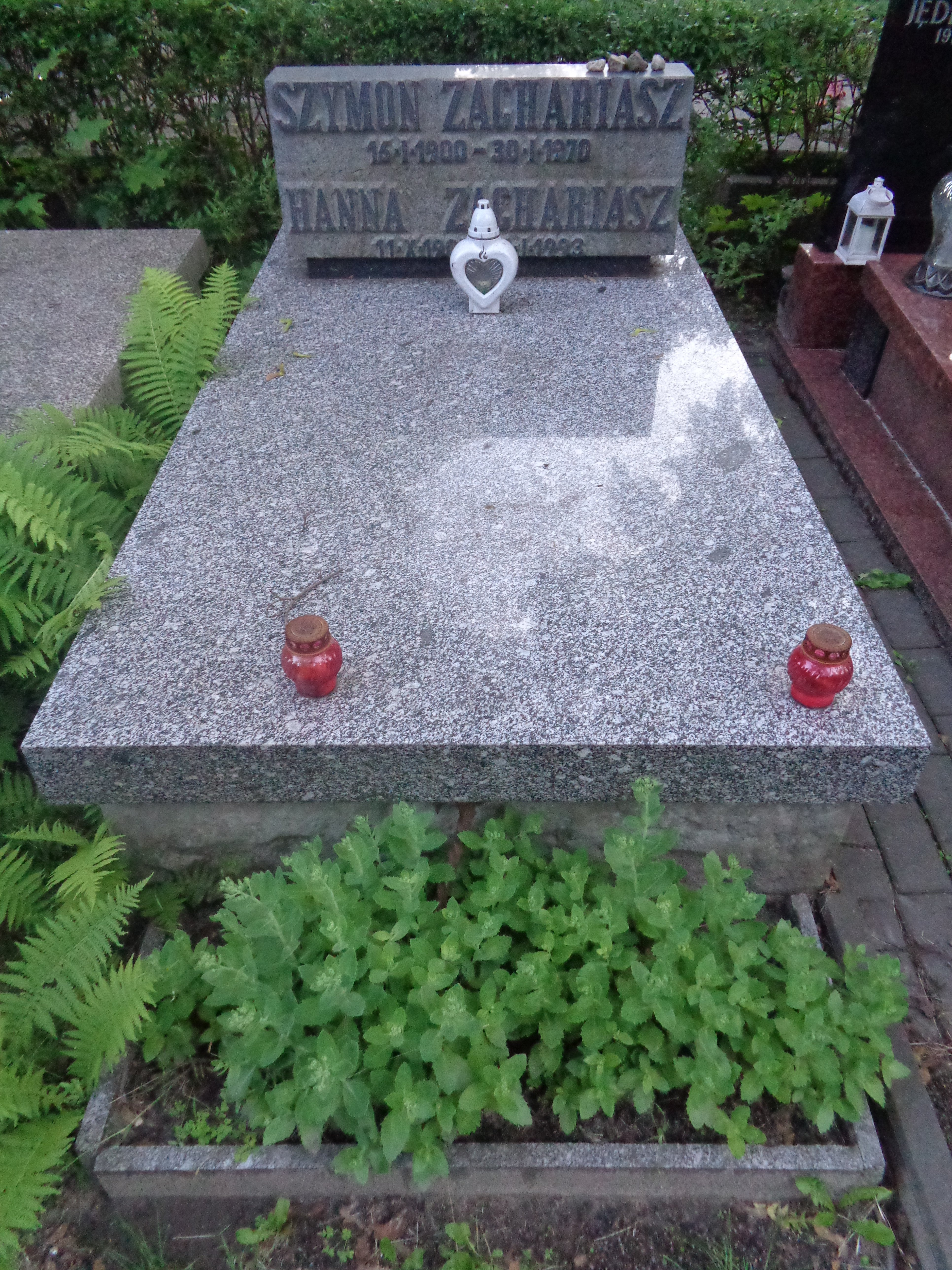
Grób Szymona Zachariasza na Cmentarzu Wojskowym na Powązkach

Szymon Zachariasz pseud. Szymon, Szejn, Wajsman, Szwarc, Szymonowicz (ur. 16 stycznia 1900 w Ostrowi Mazowieckiej, zm. 30 stycznia 1970 w Warszawie) – działacz komunistyczny, historyk ruchu robotniczego. 

## Życiorys
Urodził się w ubogiej żydowskiej rodzinie religijnej, w latach 1916-1918 był członkiem Poalej Syjon, od grudnia 1918 należał do Komunistycznej Partii Robotniczej Polski (następnie Komunistycznej Partii Polski), od 1923 był sekretarzem Centralnego Biura Żydowskiego, w latach 1927-1938 był członkiem KC KPP, redaktorem pism „Fraje Trybune” i „Cum Kampf”. W okresie dwudziestolecia międzywojennego kilkakrotnie wyjeżdżał do ZSRR, m.in. uczył się Międzynarodowej Szkole Leninowskiej przy Kominternie (1931/1932). Więziony w Polsce łącznie 7 lat (przez rok osadzony w Berezie Kartuskiej 1937). Od września 1939 przebywał na terenach włączonych do ZSRR. Od stycznia 1944 pracował w tajnym Centralnym Biurze Komunistów Polski przy KC WKP(b). Był przewodniczącym komisji weryfikacyjnej, która przyjmowała polskich komunistów (dawnych członków KPP do PPR). 
Od grudnia 1945 mieszkał w Polsce, został sekretarzem tzw. Frakcji Żydowskiej PPR, działającej przy Centralnym Komitecie Żydów Polskich, był jednym z liderów tego środowiska i faktycznie główną zaufaną osobą najwyższych władz PPR (następnie PZPR). Równocześnie pracował w Wydziale Organizacyjnym KC PPR (następnie KC PZPR), jako instruktor ds. żydowskich, od 1948 był członkiem Centralnej Komisji Kontroli Partyjnej (pełnił tę funkcję do 1964). Po likwidacji CKŻP w 1950, w latach 1950-1956 pracował w Wydziale Historii Partii przy KC PZPR, od 1956 w Żydowskim Instytucie Historycznym, był członkiem zarządu i rady naukowej ŻIH. 
Zarządzeniem prezydenta Bolesława Bieruta z 15 stycznia 1950 został odznaczony Orderem Sztandaru Pracy I klasy za zasługi położone w rewolucyjnym ruchu robotniczym i w pracy nad odbudową Polski Ludowej.
Pochowany na cmentarzu Powązki Wojskowe w Warszawie (kwatera B31-1-10).
Jego brat Abraham Zachariasz (1898–1944) również był działaczem komunistycznym. Szymon Zachariasz poświęcił mu tekst w języku jidysz pt. Abram Zachariasz – jego życie i walka. 

## Wybrane publikacje
- W dziesiątą rocznicę powstania Polskiej Partii Robotniczej, materiały i dokumenty zebrali Szymon Zachariasz, Bernard Mark, Warszawa: Wydawnictwo „Idisz Buch” 1952.
- Józef Lewartowski - bojownik i rewolucjonista, organizator walki antyfaszystowskiej w getcie warszawskim, Warszawa: „Idisz Buch” 1953.
- KPP w obronie niepodległości Polski: materiały i dokumenty, kol. red. J. Kowalski, F. Kalicka i Sz. Zachariasz ; słowo wstępne J. Kowalski, Warszawa: „Książka i Wiedza” 1952 (wyd. 2, 1953, wyd. 3, 1954, wyd. 4, 1955).
- KPP: uchwały i rezolucje., T. 1: 1-2 Zjazd (1918-1923), oprac. Felicja Kalicka i Szymon Zachariasz, red. i wstępem zaopatrzył Tadeusz Daniszewski, Warszawa: „Książka i Wiedza” 1953 (wyd. 2 - 1954).
- Ruch komunistyczny wśród pracującej ludności żydowskiej w Polsce, Warszawa: „Idisz Buch” 1954.
- KPP: uchwały i rezolucje, t 2: 3-4, Zjazd (1924-1929), kol. red. Józef Kowalski, F. Kalicka, Sz. Zachariasz, wstęp J. Kowalski, Warszawa: „Książka i Wiedza” 1955.
- KPP: uchwały i rezolucje, t. 3: V-VI Zjazd (1929-1938), kolegium red. Józef Kowalczyk, F. Kalicka, Sz. Zachariasz, wstępem opatrzył J. Kowalczyk, Warszawa: Książka i Wiedza 1956.
- Unter der FON fun KPP: zamlbuch [artiklen, zichrojnes un dokumentn], red. Ch. Goldfinger, Sz. Zachariasz, M. Mirski, Warszawa: Książka i Wiedza 1959.
- Wnter der pon pwn Q.P.P. : zamlbwk, red.-kolegium: H. Goldpiynger, Š. Zakaryaš, M. Miyrsqiy, Warszawa: Książka i Wiedza 1959.
- Menčn fun KPP : Dowid Richter, Mošeh Grinbaum, Šmuel Meretik, wstęp D. Sfard, Warše: „Jidiš Buch” 1964.